# Carme Valls
Carme Valls Llobet (Barcelona, 21 de mayo de 1945) es una política y médica española, especializada en endocrinología y medicina con perspectiva de género.  Dirige el programa «Mujer, Salud y Calidad de Vida» en el Centro de Análisis y Programas Sanitarios (CAPS). Entre 1999 y 2006 fue diputada en el Parlamento de Cataluña en la V y VI legislaturas por el Partido de los Socialistas de Cataluña - Ciutadans pel Canvi.
Su reivindicación más importante es la inclusión de las diferencias entre hombres y mujeres en el diseño y análisis de estudios sobre patologías y tratamientos.

## Biografía
Licenciada en Medicina por la Universidad de Barcelona, de 1962 a 1968 fue delegada de su curso, elegida democráticamente, y en 1966 participó en la fundación del Sindicato Democrático de Estudiantes de la Universidad de Barcelona, acto conocido como caputxinada.
Dirige el programa "Mujer, Salud y Calidad de Vida" en el Centro de Análisis y Programas Sanitarios (CAPS) ONG de la que es miembro desde 1983 y de la que es vicepresidenta. La organización tiene como objetivo investigar y poner en evidencia las diferencias de género en la salud y en los servicios sanitarios, así como proporcionar a las mujeres el acceso a la información y a los recursos para mejorar su calidad de vida. Ha sido profesora en la Universidad de Barcelona de la asignatura «Mujeres y hombres: epidemiología de las diferencias».
Presidenta de la Fundación Cataluña siglo XXI y diputada del Parlamento de Cataluña por el PSC-Ciutadans pel Canvi a las Elecciones al Parlamento de Cataluña de 1999 y 2003.

## Medicina con perspectiva de género
Valls defiende la introducción de la Ciencia de la Diferencia en los estudios universitarios de las Ciencias de la Salud, Medicina, Enfermería y Psicología. Fue pionera en España en plantear la alerta en el terreno de la investigación médica sobre las diferencias en mortalidad y morbilidad entre mujeres y hombres siguiendo la línea de trabajo de Lois Verbrugge de la Universidad de Míchigan y de un movimiento internacional de investigadores que en la década de los 90 impulsó la inclusión de las mujeres en los ensayos clínicos y el rigor científico aplicado al estudio de los problemas más habituales en las mujeres.
Fue a finales del siglo XX cuando se empezó a analizar y demostrar que existían diferencias en las enfermedades que afectaban con más frecuencia a mujeres, señalando la mayor prevalencia de enfermedades crónicas y la utilización de los servicios sanitarios entre el sexo femenino a causa de los riesgos adquiridos por los aspectos psicosociales de mujeres y varones.

Una diferencia biológica entre varones y mujeres que en ningún caso, señala Valls, es un signo de inferioridad. 
Creo que ha llegado la época de evitar todos los reduccionismos etiológicos y saber que a los problemas complejos no podemos darle soluciones simplistas. Las diferencias en la biología de las mujeres son simplemente diferencias, y no inferioridades. Tenerlas en cuenta en el momento de estudiar las causas del dolor y el cansancio de las mujeres es una necesidad científica. Los estereotipos de género siempre querrán considerar inferior lo que les ocurra a las mujeres. Las aproximaciones más científicas ayudarán a conocer mejor las verdaderas etiologías de sus problemas. 
Valls que también denuncia la utilización por parte de la industria farmacéutica de las mujeres como objeto de mercado introduciendo fármacos cuyos efectos no habían sido estudiados en mujeres ni en animales de experimentación hembras y que han provocado graves trastornos de salud a las mujeres.
Es autora de varios libros de divulgación médica y miembro del consejo de redacción de la revista Mujeres y Salud (MyS) editada por el programa Mujer, Salud y Calidad de Vida del CAPS creada en 1996 y cuyo número "0" apareció en las jornadas feministas catalanas “20 Anys de Feminisme”.

## Publicaciones
- Ante una edad difícil: psicología y biología del adolescente (1992) con Joan Corbella i Roig.
- Mujeres y hombres: salud y diferencias (1994)
- Primeros auxilios (1996)
- No se deje amargar la vida: evitar el cansancio crónico y el dolor de cabeza (1996)
- Ejercicio y salud: cómo mantenerse en forma con el ejercicio físico (1997)
- Mujeres invisibles (2006)
- Mujeres, salud y poder (2009)
- Medio ambiente y salud (2018) Editorial Cátedra. Colección feminismos ISBN 978-84-376-3794-5[10]

## Premios y reconocimientos
- 2018 Premio Buenas Prácticas de Comunicación no sexista, otorgado por la Asociación de Mujeres Periodistas de Cataluña.[11]
- 2019 Medalla de la Universidad de Valencia.[12]
- 2023 Doctora honoris causa por la Universidad de Girona.[13]